# Mistrzostwa Świata w Lekkoatletyce 2011 – bieg na 5000 m mężczyzn
Bieg na 5000 metrów mężczyzn – jedna z konkurencji rozgrywanych podczas lekkoatletycznych mistrzostw świata na Daegu Stadium w Daegu.
Obrońcą tytułu mistrzowskiego z 2009 roku był Etiopczyk Kenenisa Bekele – wycofał się on jednak z rywalizacji z powodu kontuzji.

## Terminarz
| Data       | Godzina |            |
| ---------- | ------- | ---------- |
| 1 września | 10:05   | Eliminacje |
| 4 września | 19:40   | Finał      |

## Rekordy
Tabela prezentuje rekord świata, rekordy poszczególnych kontynentów, mistrzostw świata, a także najlepszy rezultat na świecie w sezonie 2011 przed rozpoczęciem mistrzostw.
|                                                | Zawodnik            | Wynik    | Miejsce  | Data                  |
| ---------------------------------------------- | ------------------- | -------- | -------- | --------------------- |
| Rekord świata                                  | Kenenisa Bekele     | 12:37,35 | Hengelo  | 31 maja 2004(dts)     |
| Listy światowe                                 | Mohamed Farah       | 12:53,11 | Monako   | 22 lipca 2011(dts)    |
| Rekord mistrzostw świata                       | Eliud Kipchoge      | 12:59,79 | Paryż    | 31 sierpnia 2003(dts) |
| Rekord Afryki                                  | Kenenisa Bekele     | 12:37,35 | Hengelo  | 31 maja 2004(dts)     |
| Rekord Azji                                    | Saif Saaeed Shaheen | 12:51,98 | Rzym     | 14 lipca 2006(dts)    |
| Rekord Ameryki Północnej, Środkowej i Karaibów | Bob Kennedy         | 12:58,91 | Zurych   | 14 sierpnia 1996(dts) |
| Rekord Ameryki Południowej                     | Marílson dos Santos | 13:19:43 | Kassel   | 8 czerwca 2006(dts)   |
| Rekord Europy                                  | Mohammed Mourhit    | 12:49,71 | Bruksela | 25 sierpnia 2000(dts) |
| Rekord Australii i Oceanii                     | Ryan Gregson        | 12:55,76 | Londyn   | 30 lipca 2004(dts)    |

## Rezultaty

### Eliminacje
Biegi eliminacyjne odbyły się 1 września. Wystartowało w nich 41 zawodników. Bezpośrednio do półfinałów awansowało pięciu najlepszych zawodników każdego z dwóch biegów (Q) oraz pięciu zawodników z najlepszymi czasami (q).

#### Bieg 1
| Poz. | Zawodnik                  | Narodowość        | Rezultat | Uwagi |
| ---- | ------------------------- | ----------------- | -------- | ----- |
| 1    | Bernard Lagat             | Stany Zjednoczone | 13:33,90 | Q     |
| 2    | Thomas Pkemei Longosiwa   | Kenia             | 13:34,46 | Q     |
| 3    | Dejen Gebremeskel         | Etiopia           | 13:34,48 | Q     |
| 4    | Isiah Kiplangat Koech     | Kenia             | 13:34,54 | Q     |
| 5    | Galen Rupp                | Stany Zjednoczone | 13:34,91 | Q     |
| 6    | Hussain Jamaan Alhamdah   | Arabia Saudyjska  | 13:35,47 | q     |
| 7    | Bilisuma Shugi            | Bahrajn           | 13:35.86 | q     |
| 8    | Deniele Meucci            | Włochy            | 13:39,90 | q     |
| 9    | Javier Carriqueo          | Argentyna         | 13:47,51 |       |
| 10   | Collis Birmingham         | Australia         | 13:47,88 |       |
| 11   | Mumin Gala                | Dżibuti           | 13:48,19 |       |
| 12   | Rui Silva                 | Portugalia        | 13:50,16 |       |
| 13   | Craig Mottram             | Australia         | 13:56,60 |       |
| 14   | Moses Kibet               | Uganda            | 14:05,15 |       |
| 15   | Goitom Kifle              | Erytrea           | 14:06,42 |       |
| 16   | Abdishakur Nageye Abdulle | Somalia           | 15:13,48 | PB    |
|      | Mounir Miout              | Algieria          | DNF      |       |
|      | Francisco Javier Alves    | Hiszpania         | DNF      |       |
|      | Kenenisa Bekele           | Etiopia           | DNF      |       |
|      | Adrian Blincoe            | Nowa Zelandia     | DNF      |       |

#### Bieg 2
| Poz. | Zawodnik                  | Narodowość        | Rezultat | Uwagi |
| ---- | ------------------------- | ----------------- | -------- | ----- |
| 1    | Imane Merga               | Etiopia           | 13:37,96 | Q     |
| 2    | Mohamed Farah             | Wielka Brytania   | 13:38,03 | Q     |
| 3    | Abera Kuma                | Etiopia           | 13:38,41 | Q     |
| 4    | Eliud Kipchoge            | Kenia             | 13:39,02 | Q     |
| 5    | Alistair Ian Cragg        | Irlandia          | 13:39,36 | Q     |
| 6    | Amanuel Mesel             | Erytrea           | 13:39,97 | q     |
| 7    | Jesús España              | Hiszpania         | 13:40:38 | q     |
| 8    | Abraham Kiplimo           | Uganda            | 13:44,09 |       |
| 9    | Andrew Bumbalough         | Stany Zjednoczone | 13:44,38 |       |
| 10   | Elroy Gelant              | Południowa Afryka | 13:48,33 |       |
| 11   | Ben St.Lawrence           | Australia         | 13:51:64 |       |
| 12   | Jake Robertson            | Nowa Zelandia     | 13:53,57 | q     |
| 13   | Geofrey Kusuro            | Uganda            | 13:54:58 |       |
| 14   | Dejene Regassa            | Bahrajn           | 13:56,83 |       |
| 15   | Sylvain Rukundo           | Rwanda            | 13:58,92 |       |
| 16   | Rabah Aboud               | Algieria          | 14:00,34 |       |
| 17   | Gérard Gahungu            | Burundi           | 14:09,15 | PB    |
| 18   | Kazuya Watanabe           | Japonia           | 14;20,62 |       |
| 19   | Seung-Ho Baek             | Korea Południowa  | 15:01,37 |       |
| 20   | Christian Ngningba        | Gabon             | DNF      |       |
|      | Abdullah Abdulaziz Aljoud | Arabia Saudyjska  | DNF      |       |

### Finał
| Poz. | Zawodnik                | Reprezentacja     | Czas     | Uwagi |
| ---- | ----------------------- | ----------------- | -------- | ----- |
|      | Mohamed Farah           | Wielka Brytania   | 13:23,36 |       |
|      | Bernard Lagat           | Stany Zjednoczone | 13:23,64 |       |
|      | Dejen Gebremeskel       | Etiopia           | 13:23,92 |       |
| 4    | Isiah Kiplangat Koech   | Kenia             | 13:24,95 |       |
| 5    | Abera Kuma              | Etiopia           | 13:25,50 |       |
| 6    | Thomas Pkemei Longosiwa | Kenia             | 13:26,73 |       |
| 7    | Eliud Kipchoge          | Kenia             | 13:27,27 |       |
| 8    | Bilisuma Shugi          | Bahrajn           | 13:27,67 |       |
| 9    | Galen Rupp              | Stany Zjednoczone | 13:28,64 |       |
| 10   | Deniele Meucci          | Włochy            | 13:29,11 |       |
| 11   | Amanuel Mesel           | Erytrea           | 13:33,99 |       |
| 12   | Jesús España            | Hiszpania         | 13:33,99 |       |
| 13   | Hussain Jamaan Alhamdah | Arabia Saudyjska  | 13:34,83 |       |
| 14   | Alistair Ian Cragg      | Irlandia          | 13:45,33 |       |
| 15   | Jake Robertson          | Nowa Zelandia     | 14:03,09 |       |
| –    | Imane Merga             | Etiopia           | DQ       |       |